# María Eugenia Limón
María Eugenia Limón Bayo (San Bartolomé de la Torre, Huelva, 27 de agosto de 1982) es una política española del Partido Socialista Obrero Español. Es Alcaldesa de San Bartolomé de la Torre y Senadora en las Cortes Generales, y entre noviembre de 2020 a junio de 2023, fue presidenta de la Diputación Provincial de Huelva, siendo la segunda mujer en ocupar la presidencia.

## Biografía
María Eugenia nació en 1982 en San Bartolomé de la Torre. Estudió Comunicación Audiovisual en la Universidad de Sevilla y posteriormente tres másteres de especialización: uno en Imagen, Comunicación y Protocolo, otro en Enseñanza de Lengua y Literatura (CAP) y un tercero en Comunicación y Educación Audiovisual en la Universidad de Huelva. Trabajó en el ámbito de la comunicación en el sector privado hasta su incorporación a la política.
En 2007 concurrió en las lista del PSOE-A a las elecciones municipales de San Bartolomé De la Torre y, tras la victoria del mismo, fue nombrada Teniente de alcaldesa. En febrero de 2019 fue designada candidata por su partido como cabeza de lista en las elecciones municipales para sustituir a Manuel Domínguez, que renunció a volver a presentarse. En dichos comicios, el PSOE revalidó la mayoría absoluta que poseía San Bartolomé de la Torre, obteniendo 10 de 11 concejales, por lo que tomó posesión como Alcaldesa el 16 de junio de 2019.
En las elecciones municipales de 2023 volvió a ser la candidata por el PSOE-A, revalidando la mayoría absoluta con 9 de 11 concejales.
María Eugenia se incorporó a la Diputación Provincial de Huelva en 2013 como Diputada territorial. En 2015 fue nombrada Vicepresidenta de la Diputación Provincial de Huelva, con competencias en desarrollo local, infraestructuras y servicios sociales.
El 14 de noviembre de 2020 fue elegida como Presidenta de la Diputación Provincial de Huelva tras la dimisión de Ignacio Caraballo, con los votos de su grupo político. A finales de noviembre de 2021 ganó además las primarias para liderar el PSOE de Huelva frente al otro candidato y alcalde de Huelva, Gabriel Cruz.